# 高家
高家（こうけ）は、格式の高い家、権勢のある家柄のこと。由緒正しい家。名門。

## 概要と歴史
平安時代前期の太政官符に「王臣家」「勢家」とほぼ同義で「高家」が用いられており、『源氏物語』『今昔物語』などの物語にも名家・権勢家の意での使用が見られる。転じて権威として頼りにするものの意味にも用いられた。鎌倉時代の『保元物語』、室町時代の『太平記』といった軍記物語にも見られ、武士団の中での対比として、由緒ある武士の家柄、名門の武将を指して用いられた。
江戸時代には、江戸幕府の役職名となった。また諸藩においても、紀州藩や米沢藩などで高家職が設けられた。
ことわざとして、「高家の妻は七人半のあてがい」があり、上流社会では妾を置くことが普通という意味であり、7人半のあてがい＝7人半まで妻を持ってさしつかえないもの（一夫多妻）とする。